# Underofficersgrader i den franska armén
| Grad (svensk motsvarighet)                                                         | Tilltal                                            | Typbefattning                | Gradbeteckning |
| ---------------------------------------------------------------------------------- | -------------------------------------------------- | ---------------------------- | -------------- |
| Major (regementsförvaltare)                                                        | major                                              | plutonchef                   |                |
| Adjudant-chef (förvaltare)                                                         | mon adjudant chef mon lieutenant (vid kavalleriet) | plutonchef                   |                |
| Adjudant (förvaltare)                                                              | mon adjudant mon lieutenant (vid kavalleriet)      | plutonchef                   |                |
| Sergent-chef (fanjunkare) Maréchal des logis-chef (vid de tidigare beridna vapnen) | chef                                               | ställföreträdande plutonchef |                |
| Sergent (förste sergeant) Maréchal des logis (vid de tidigare beridna vapnen)      | Sergent Maréchal des logis                         | gruppchef                    |                |